# 楠野製作所
有限会社楠野製作所（くすのせいさくしょ）は、かつてアーケードゲームの製造・販売を手掛けていた日本の企業。

## 概要
1968年に創業。当初は子供向けのスマートボールやパチンコ台の製造・販売を手掛けていた。1976年9月に法人へ改組。ジャパンアミューズメントエキスポには2019年まで出展していたが、日本アミューズメント産業協会には加盟していなかった。
後に主力となるプライズゲーム機は2003年に進出。以降は「バーバーカット」、「リングマジシャン」、「スイングランディング」などを開発し、自社オリジナル機種として14機種の企画開発を行った他、実用新案や特許を約20件取得するなど、企画力や製造技術は取引先から高く評価されていた。2008年から海外展開を開始し、「バーバーカット」は欧米でも認知されるようになった。
2011年2月期には約3億8400万円の売上があった。しかし、国内のゲームセンターが減少の一途を辿った事、セガやバンダイナムコアミューズメントなどの大手が新機種を発売した事、中国や韓国のメーカーが台頭した事などから業績が悪化。海外市場においても、韓国を中心にコピー製品が出回ったことで売り上げが落ち込んだ。部材の仕入れ価格の上昇や外注費の増加、新型コロナウイルスの影響もあり、2021年8月期の売上は約1億2000万円にまで落ち込んだ。
楠野製作所は、役員報酬の減額や人件費の圧縮などで経営の立て直しを図ろうとしたが、経営は改善されず、2021年10月に実質的な事業を停止。2022年7月31日に業務停止を発表した。楠野製作所は2022年12月2日に大阪地方裁判所岸和田支部へ破産を申請。12月19日に破産手続開始決定を受けた。負債総額は約1億7000万円。なお、一部の特許については他社へ譲渡されている。

## 主な製品
- バーバーカットシリーズ
- リングマジシャン
- スイングランディングシリーズ
- ポチッとラウンド
- バルーンホッピング
- バーベキュータイム
- アダムスキー
- 水族館くじ

ほか